# Protección pasiva contra incendios
La protección pasiva contra incendios comprende todos aquellos materiales, sistemas y técnicas, diseñados para prevenir la aparición de un incendio, impedir o retrasar su propagación, y facilitar por último su extinción. Diferentes normativas como son la CPI-96 RD:2267-2004, obligan a proteger las estructuras en los establecimientos industriales.
Existen distintos métodos para conseguir la protección pasiva contra incendios, dependiendo del objetivo a proteger:
- Protección de estructuras
- Sellado de penetraciones
- Juntas y barreras cortafuego
- Compartimentación

## Protección de estructuras
Se trata de proteger las estructuras metálicas y/o madera de una construcción contra el fuego.
Los perfiles metálicos utilizados en la construcción de estructuras portantes, tienen el inconveniente de la disminución de su resistencia mecánica, debido a la rapidez con que incrementan su temperatura cuando están en contacto con un foco de calor. Para evitar ésta pérdida de estabilidad, deben protegerse con alguno de los sistemas homologados existentes en el mercado, tales como pinturas intumescentes, morteros y paneles de silicato, etc. No obstante para elegir la solución adecuada, hay que conocer cómo se comportan ante la acción del fuego.

## Sellado de penetraciones
En la actualidad, prácticamente todos los edificios, especialmente en edificios inteligentes y plantas de fabricación, tienen instalaciones que atraviesan diversos sectores y elementos de compartimentación; los espacios que dan paso a las diversas instalaciones y que comprometen seriamente la compartimentación de las diferentes zonas favorecen la propagación del fuego, humos y gases en caso de incendio. En consecuencia debe preverse el sellado estanco de estos huecos con materiales especialmente adecuados para ello.
En caso de incendio, y mediante el uso de materiales especiales, como pueden ser pinturas, ladrillos, collarines, almohadillas intumescentes, rejillas de ventilación, se consigue frenar la propagación del fuego, a través de los conductos que atraviesan los muros del recinto a proteger.

## Compartimentación
Para impedir la propagación de un incendio a otras zonas o sectores, se utilizan elementos de sectorización y compartimentación, tales como tabiques, muros, mamparas, entre otros, Resistentes al fuego (RF).

## Productos para la protección pasiva
La protección pasiva contra incendios es esencial para garantizar la seguridad de las personas y bienes en caso de un incendio. Estos sistemas de protección se basan en productos y materiales que ayudan a prevenir la propagación del fuego, proteger las estructuras de los edificios y mantener la integridad de las instalaciones. A continuación, se describen algunos de los productos más comunes utilizados en la protección pasiva contra incendios:
Mortero de absorción acústica: Este material combina propiedades aislantes térmicas y acústicas con resistencia al fuego. Se utiliza en tabiques, techos y suelos para mejorar el rendimiento acústico de los espacios y evitar la propagación del fuego.
Barniz Incoloro Intumescente: Se trata de un recubrimiento transparente que se aplica sobre superficies de madera o materiales similares. Cuando se expone a altas temperaturas, este barniz se hincha y forma una capa aislante que protege la superficie subyacente del fuego.
Membranas líquidas: Son recubrimientos a base de agua o solvente que se aplican en capas delgadas sobre diferentes superficies. Al secarse, forman una película continua que actúa como barrera contra el fuego y ayuda a prevenir la propagación de las llamas.
Rejillas Intumescentes: Se instalan en aberturas de ventilación y sistemas de climatización para evitar la propagación del fuego y el humo. Cuando se exponen al calor, las rejillas intumescentes se expanden y cierran el paso, manteniendo la integridad del compartimento.
Panel de Lana de Roca: Estos paneles aislantes están compuestos de fibras minerales que ofrecen una alta resistencia al fuego. Se utilizan en paredes, techos y suelos para mejorar el aislamiento térmico y acústico y para proteger las estructuras de los edificios en caso de incendio.
Pintura Ablanite: La pintura ablanite es un tipo de recubrimiento que se desprende en forma de escamas al estar expuesto a altas temperaturas. Esto evita la propagación del fuego y protege la superficie subyacente.
Panel de Silicato Cálcico: Estos paneles están compuestos de silicato cálcico, un material resistente al fuego y aislante térmico. Se utilizan en sistemas de construcción en seco, como tabiques y falsos techos, para mejorar la resistencia al fuego de las estructuras.
Collarines Intumescentes: Son dispositivos que se instalan alrededor de tuberías y conductos que atraviesan compartimentos cortafuegos. Al estar expuestos al calor, los collarines se expanden y sellan el paso, impidiendo la propagación del fuego y el humo.
Mortero de Lana de Roca: Este mortero combina las propiedades de la lana de roca con un aglutinante para ofrecer un producto resistente al fuego y aislante térmico y acústico. Se utiliza en la construcción de muros cortafuegos.
Pintura Intumescente: Recubrimiento especializado que, al exponerse al fuego, genera una espuma carbonosa y multiplica su espesor para proteger estructuras de acero, madera o hormigón. Además de su función aislante, permite mantener un acabado discreto en la mayoría de los casos, aunque su coste suele ser superior al de pinturas convencionales. Para garantizar su eficacia, resulta esencial calcular correctamente el espesor necesario (según sección, temperatura crítica y resistencia al fuego) y verificar la compatibilidad con la imprimación y el entorno de aplicación (interior/exterior, agresividad ambiental) 
Mortero de Vermiculita: Este mortero está compuesto de vermiculita expandida, un mineral con propiedades aislantes y resistente al fuego. Se utiliza en sistemas de protección de estructuras de acero, así como en la construcción de muros y losas cortafuegos.
Mortero de Cemento Fendolite: Es un tipo de mortero refractario compuesto por cemento y aditivos especiales que le confieren propiedades aislantes térmicas y resistencia al fuego. Se emplea en la protección de estructuras metálicas, túneles y otros elementos constructivos expuestos a altas temperaturas.
En resumen, la protección pasiva contra incendios es fundamental para garantizar la seguridad de las personas y bienes en caso de incendio. Los productos y materiales descritos anteriormente son solo algunos ejemplos de las soluciones disponibles en el mercado. Es importante seleccionar y utilizar productos adecuados y certificados para garantizar la eficacia de los sistemas de protección pasiva y cumplir con las normativas y estándares aplicables.